# Koningin Emmaplein (Rotterdam)
Het Koningin Emmaplein is een plein in het Scheepvaartkwartier van Rotterdam, grenzend aan de Westzeedijk, recht tegenover het Museumpark.
Het Koningin Emmaplein is bebouwd tussen 1888 en 1891 naar een ontwerp van architect J.C. van Wijk. Aan het plein staan 15 herenhuizen, ontworpen in de stijl van de neorenaissance. De panden hebben aan de achterkant uitzicht op het park Schoonoord en boden aan de voorkant een uitzicht op het toen nog onbebouwde Land van Hoboken. De herenhuizen werden bewoond door mensen uit de bovenlaag van het Rotterdamse bedrijfsleven. Dit gegeven, in combinatie met de enigszins beschutte ligging, leidde tot de bijnaam Rijkeluishofje.
Op het plein staat een monumentale rode beuk (Fagus sylvatica Atropuni) en een siervaas uit 1890, ontworpen door Berlage. Toen Rotterdam in 1956 een zelfstandig bisdom werd, betrok het bisdom Koningin Emmaplein 3 als kantoor en woonhuis voor de bisschop. De toenmalige hoofdkerk van het bisdom, de Sint-Laurentius en Ignatiuskathedraal stond er vlak naast aan de Westzeedijk.
28 augustus 2024 verhuisden Dominicanen van Het Steiger hier naartoe.
Het Koningin Emmaplein is een rijksmonument. Als deel van het Scheepvaartkwartier geniet het ook de status van beschermd stadsgezicht.

## Fotogalerij

Symmetrisch overzicht Koningin Emmaplein, huisnummers 3-14, in juli 2022.
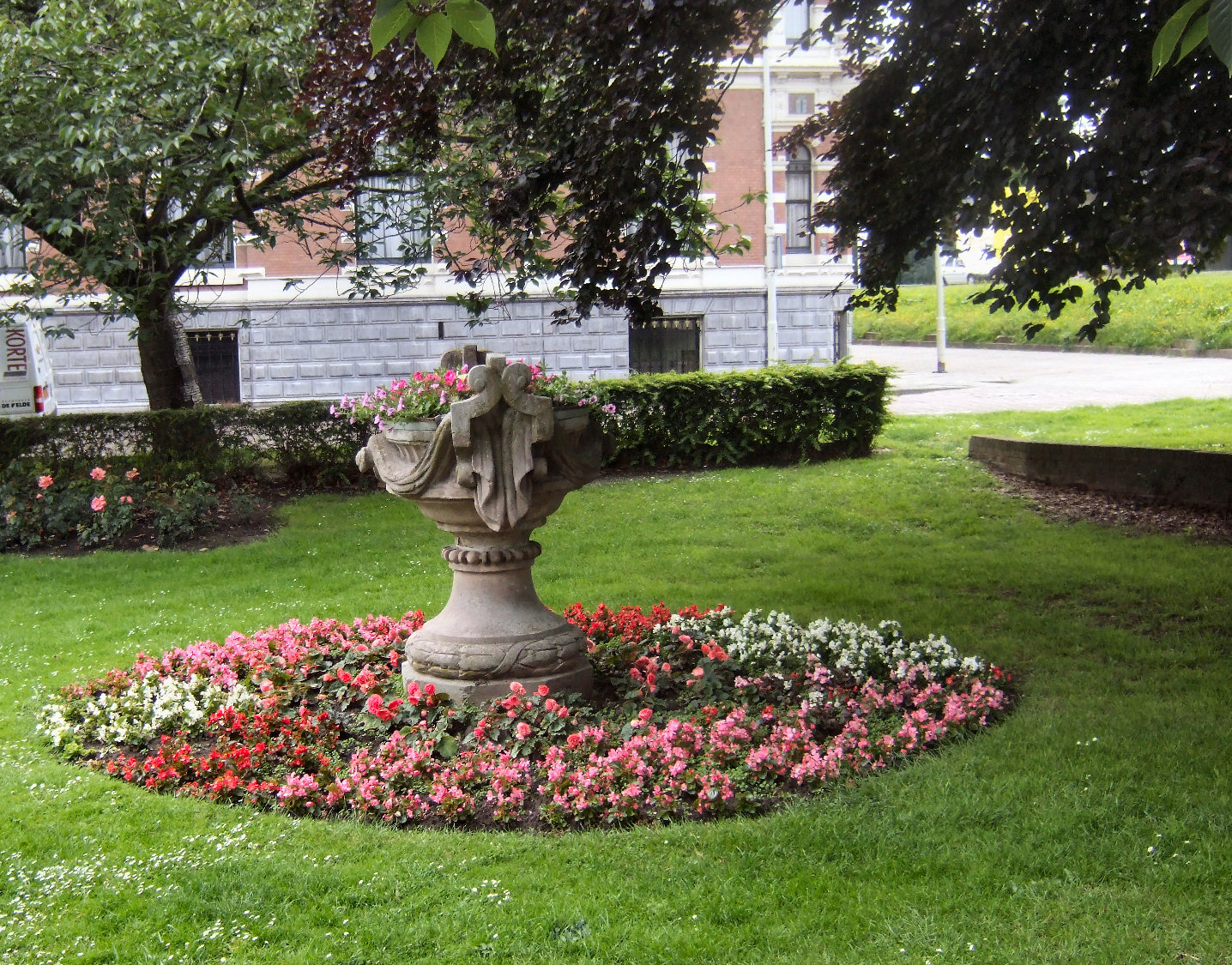
Siervaas van Berlage op het Koningin Emmaplein

Admiraal de Ruyterweg ·
Admiraliteitskade ·
Aert van Nesstraat ·
Baan ·
Batavierenstraat ·
Beukelsdijk ·
Beursplein ·
Beurstraverse ·
Binnenweg ·
Binnenwegplein ·
Binnenrotte ·
Blaak ·
Boezemweg ·
Boompjes ·
Bosland ·
Botersloot ·
Burgemeester van Walsumweg ·
Churchillplein ·
Coolsingel ·
Coolvest ·
Eendrachtsplein ·
Eendrachtsweg ·
Geldersekade ·
Goudsesingel ·
's-Gravendijkwal ·
Haagseveer ·
Henegouwerlaan ·
Hofdijk ·
Hofplein ·
Hoogstraat ·
Jonker Fransstraat ·
Karel Doormanstraat ·
Kipstraat ·
Kolk ·
Koningin Emmaplein ·
Korte Hoogstraat ·
Kruiskade ·
Kruisplein ·
Leuvehoofd ·
Lijnbaan ·
Lombardkade ·
Maasboulevard ·
Mariniersweg ·
Mathenesserlaan ·
Mauritsweg ·
Meent ·
Museumpark ·
Oostmolenwerf ·
Oostplein ·
Oude Binnenweg ·
Parkkade ·
Parklaan ·
Pim Fortuynplaats ·
Plein 1940 ·
Pompenburg ·
Rochussenstraat ·
Saftlevenstraat ·
Schiedamsedijk ·
Schiedamse Vest ·
Schouwburgplein ·
Spaansekade ·
Stadhuisplein ·
Stationsplein ·
Stroveer ·
Van Oldenbarneveltstraat ·
Vasteland ·
Veerkade ·
Weena ·
Westblaak ·
Westerkade ·
West-Kruiskade ·
Westersingel ·
Westplein ·
Willemskade ·
Willemsplein ·
Witte de Withstraat